# 久里浜村
久里浜村（くりはまむら）は、神奈川県三浦郡に存在した村。

## 概要
神奈川県三浦郡東部の村。現在の神奈川県横須賀市東部に位置する。

## 地理
- 海：浦賀水道
- 川：平作川

## 歴史

### 村名の由来
一説には「くり」が小さな岩礁を意味するとされる。

### 沿革
- 鎌倉時代 - 栗浜の地名が見られる。
- 戦国時代 - 佐原、岩戸村の地名が見られる。
- 江戸時代 - 以下の4村が成立。前橋藩は江戸湾の海防を担当していた。
  - 久里浜村（幕府領→上野前橋藩領→幕府領） - 村内が2つに分かれ、八幡久里浜村を俗称。
  - 佐原村（同上）
  - 岩戸村（幕府領→旗本本多氏知行→幕府領）
  - 内川新田（幕府領）
- 元禄年間 - 久里浜村から久村を分村（前橋藩領→幕府領）。
- 1868年（明治元年）
  - 旧暦6月17日 - 神奈川府の管轄となる。
  - 旧暦9月21日 - 神奈川府が神奈川県に改称。
- 1889年（明治22年）4月1日 - 町村制の施行により、八幡久里浜村、久村、内川新田、佐原村、岩戸村が合併して久里浜村が成立。内川新田飛地は浦賀町に編入。
- 1937年（昭和12年）4月1日 - 横須賀市に編入。同日久里浜村廃止。

## 交通

### 鉄道路線
現在は旧村域内に横須賀線の久里浜駅、京急久里浜線の北久里浜駅、京急久里浜駅（開業当時はそれぞれ昭南駅、久里浜駅）が存在するが、当時は未開業。

## 現在の町名
すべて横須賀市。相次ぐ町名変更により、旧大字と現行の町の区域は若干錯綜している。
- 旧八幡久里浜村：久里浜、神明町
- 旧久村：大字久村、久里浜、ハイランド
- 旧内川新田：大字内川新田（ごく狭い区域が残存）、池田町、舟倉町、神明町、久里浜、久比里、佐原、内川
- 旧佐原村：森崎、岩戸、佐原、大矢部、内川
- 旧岩戸村：岩戸、粟田、大矢部、佐原

## 関連文献
- 「衣掛庄 佐原村」『大日本地誌大系』 第40巻新編相模国風土記稿5巻之115村里部三浦郡巻之9、雄山閣、1932年8月。NDLJP:1179240/167。